# 1,3-ciclopentanodiol
El 1,3-ciclopentanodiol o ciclopentano-1,3-diol es un diol alifático de fórmula molecular C5H10O2.
Su estructura se corresponde a un anillo de ciclopentano con dos grupos hidroxilo (-OH) en las posiciones 1 y 3 del mismo. Dependiendo de la posición espacial de los dos hidroxilos respecto al anillo, se distinguen dos esteroisómeros de este compuesto, cis y trans.

## Propiedades físicas y químicas
El 1,3-ciclopentanodiol es un sólido cuyo punto de fusión es 40 °C. En estado líquido es incoloro o tiene un ligero color amarillo. Su punto de ebullición es 279 °C (cifra estimada), mientras que a una presión de solo 1 kPa hierve a 91 °C. 
Posee una densidad superior a la del agua, 1,094 g/cm³.
El valor estimado del logaritmo de su coeficiente de reparto, logP ≃ -0,2, implica una solubilidad algo menor en disolventes apolares que en agua.
En cuanto a su reactividad, este compuesto es incompatible con agentes oxidantes fuertes.

## Síntesis y usos
El 1,3-ciclopentanodiol puede sintetizarse a partir del ciclopentanodieno por hidroboración y posterior oxidación del organoborano intermediario. Dependiendo del producto empleado para la hidroboración, difieren las proporciones de los isómeros cis y trans obtenidos: con diborano las proporciones de los isómeros cis y trans son 15% y 85% respectivamente, con texilborano son 13% y 87%, mientras que con disiamilborano se obtiene un 97% del isómero trans.
Otra vía de síntesis, también en dos pasos, parte del alcohol furfurílico procedente de lignocelulosa. En primer lugar tiene lugar una reacción de reordenación en presencia (o no) de un catalizador básico como por ejemplo hidróxido sódico, hidróxido potásico, carbonato de sodio, bicarbonato sódico, amoníaco o hidróxido de calcio, entre otros. La hidroxiclopentenona así obtenida se hidrogena empleando una mezcla de dos o más catalizadores de entre los siguientes: carbón activado, carbón mesoporoso, óxido de silicio, alúmina, óxido de cerio (IV) u óxido de titanio (IV).
Se obtiene un mayor rendimiento en la hidrogenación cuando se utiliza tetrahidrofurano como disolvente.
El 1,3-ciclopentanodiol se ha utilizado como precursor del componente sacárido en la elaboración de nuevos ácidos fosfónicos C-nucleósidos que muestran actividad antiviral contra el virus VIH y citotoxicidad.
Puede intervenir también en la síntesis de ácidos indaniloxifenilciclopropanocarboxílicos, compuestos farmacéuticos que modulan la actividad del receptor acoplado a proteínas G GPR40 y que se usan en el tratamiento y prevención de enfermedades como la diabetes mellitus tipo 2.
Por otra parte, este diol es ampliamente utilizado en la fabricación de poliésteres, poliuretanos y como intermediario en la producción de pesticidas. Por ejemplo, puede intervenir como alcohol alicíclico en la elaboración de resinas de poliéster para tóneres; también en el tratamiento de semillas con polímeros hiperramificados que recubren las mismas y actúan como aglutinantes para facilitar la adhesión del ingrediente activo a la semilla.

## Precauciones
El 1,3-ciclopentanodiol es un compuesto combustible cuyo punto de inflamabilidad es 113 °C.